# Daniil Iouffa
Daniil Aleksandrovitch Iouffa (en russe : Даниил Александрович Юффа, en anglais : Daniil Yuffa) est un joueur d'échecs russe né le 25 février 1997 à Tioumen.
Il est affilié à la fédération espagnole des échecs depuis le 6 octobre 2021.

## Biographie et carrière
Daniil Iouffa a participé à l'Olympiade d'échecs de 2010 au premier échiquier de l'équipe cinquième de Russie, marquant 6 points sur 11.
Il obtint le titre de grand maître international en 2016
En 2018, avec 7,5 points sur 11 (cinq victoires, cinq nulles et une défaite), Iouffa finit treizième du championnat d'Europe d'échecs individuel, ce qui le qualifiait pour la Coupe du monde d'échecs 2019 (les 24 premiers étaient qualifiés). 
En décembre 2018, il finit 3e-7e de l'open du tournoi Chess Classic de Londres avec 7 points sur 9.
En janvier-février 2019, il marque 6,5 points sur 10 lors du festival d'échecs de Gibraltar.
Lors de la coupe du monde disputée en septembre 2019 en Sibérie à Khanty-Mansiïsk, il élimine David Navara au premier tour, Luke McShane au deuxième tour et perd face à Teimour Radjabov au troisième tour.
Yuffa (selon la transcription espagnole) joue sous la bannière de l'Espagne depuis 2021. Il devient champion d'Espagne individuel mixte en 2024.
Au 1er décembre 2024, il est le 3e joueur espagnol avec un classement Elo de 2 640 points.